# Карнеги, Джон, 12-й граф Нортеск
Джон Дуглас Карнеги, 12-й граф Нортеск  (англ. John Douglas Carnegie, 12th Earl of Northesk; 16 февраля 1895 — 22 июля 1975) — шотландский пэр.

## Происхождение и образование
Родился 16 февраля 1895 года. Старший сын подполковника Дугласа Джорджа Карнеги (1870—1937), члена Палаты общин, и Маргарет Джин Джонстон-Дуглас (1872—1960). Его младший брат Дэвид умер в 1917 году во время Первой мировой войны.
Его дедушкой и бабушкой по материнской линии были Артур Джонстон-Дуглас и Джейн Мейтленд (урожденная Стюарт) Джонстон-Дуглас, а его бабушкой и дедушкой по отцовской линии были подполковник Джордж Карнеги, 9-й граф Нортеск, и Элизабет Джорджина Фрэнсис Эллиот.
Он получил образование в школе Грешема, Холт и Королевском колледже в Кембридже.

## Карьера
Джон Карнеги участвовал в Первой мировой войне с 1914 по 1918 год (упоминается в донесениях), имел чин капитана (временного майора) 95-й (Гантская йоменская) бригады Королевской полевой артиллерии.
7 ноября 1963 года после смерти своего бездетного двоюродного брата, Дэвида Карнеги, 11-го графа Нортеска (1901—1963), Джон Карнеги унаследовал титулы 12-го графа Нортеска и 12-го лорда Роузхилла и Эглисмаулди (Пэрство Шотландии).

## Личная жизнь
20 июля 1920 года Джон Карнеги женился на Дороти Мэри Кэмпион (1897 — 29 августа 1967), дочери полковника сэра Уильяма Роберта Кэмпиона (1870—1951), губернатора Западной Австралии, и Кэтрин Мэри Байрон (внучки Джорджа Байрона, 7-го барона Байрона). У супругов было четверо детей:
- Мэри Элизабет Карнеги (род. 18 октября 1921), в 1942 году она вышла замуж за майора Дональда Артура Найтса, с которым развелась в 1954 году[2].
- Дэвид Джон Карнеги (4 декабря 1922 — 21 ноября 1942), умерший неженатым[2].
- Роберт Эндрю Карнеги, 13-й граф Нортеск  (24 июня 1926 — 26 января 1994), который женился на Джин Маргарет Макрей, дочери капитана Джона Макрея и леди Филлис Херви (дочери 4-го маркиза Бристоля)[2].
- Сьюзен Джин Карнеги (род. 20 августа 1930), в 1955 году она вышла замуж за Дэвида Блэколла Коннелла, сына Артура Блэколла Коннелла (и пасынка Нинетт де Валуа)[2].

Лорд Нортеск скончался 22 июля 1975 года, и ему наследовал его второй сын, Роберт.